# Hillman (Minnesota)
Hillman és una població dels Estats Units a l'estat de Minnesota. Segons el cens del 2000 tenia 29 habitants.

## Demografia
Segons el cens del 2000, Hillman tenia 29 habitants, 14 habitatges, i 11 famílies. La densitat de població era de 20,7 habitants per km².
Dels 14 habitatges en un 14,3% hi vivien nens de menys de 18 anys, en un 71,4% hi vivien parelles casades, en un 7,1% dones solteres, i en un 21,4% no eren unitats familiars. En el 21,4% dels habitatges hi vivien persones soles el 21,4% de les quals corresponia a persones de 65 anys o més que vivien soles. El nombre mitjà de persones vivint en cada habitatge era de 2,07 i el nombre mitjà de persones que vivien en cada família era de 2,36.
Per edats la població es repartia de la següent manera: un 13,8% tenia menys de 18 anys, un 6,9% entre 18 i 24, un 13,8% entre 25 i 44, un 48,3% de 45 a 60 i un 17,2% 65 anys o més.
L'edat mediana era de 58 anys. Per cada 100 dones de 18 o més anys hi havia 92,3 homes.
La renda mediana per habitatge era de 26.250 $ i la renda mediana per família de 26.250 $. Els homes tenien una renda mediana de 0 $ mentre que les dones 15.417 $. La renda per capita de la població era d'11.126 $. Cap de les famílies i el 7,4% de la població estaven per davall del llindar de pobresa.

## Poblacions més properes
El següent diagrama mostra les poblacions més properes.